# Диоцез Лексингтона
Диоцез Лексингтона (англ. Diocese of Lexington) — епархия в составе IV церковной провинции Епископальной церкви в США. Диоцез основан 4 декабря 1895 года на территории штата Кентукки. Включает 34 прихода. Численность регулярных прихожан составляет около 6 184 человек. В настоящее время епархией управляет епископ Марк Ван Коверинг. Главный храм епархии — собор Христа в Лексингтоне.

## История
На Генеральной конвенции Епископальной церкви в 1895 году было принято решение выделить из диоцеза Кентукки новую епархию в восточной части штата. Первый поместный синод диоцеза Лексингтона прошёл в церкви Христа в Лексингтоне 4-5 декабря 1895 года. Кафедра новой епархии была установлена в церкви Христа в Лексингтоне, которая 21 марта 1897 года получила статус собора. В 1933 году храм утратил статус кафедрального. 28 апреля 1963 года кафедру установили в соборе Святого Георгия. 26 ноября 1989 года её вернули в собор Христа в Лексингтоне. Таким образом, в диоцезе есть два собора. 

## Территория
Юрисдикция диоцеза распространяется на 34 прихода в 61 округе Восточного Кентукки. Главный храм епархии расположен в городе Лексингтон. Здесь же находятся Миссионерский дом и Епархиальное управление. Епископ руководит диоцезом вместе с восемью помощниками, Постоянным комитетом из шести человек и Исполнительным советом из двадцати четырех человек. Епархия курирует «Соборный домен» — лагерь и конференц-центр, расположенный на территории площадью 800 акров на окраине национального леса Дэниела Буна, недалеко от ущелья Ред-Ривер. Епархия также курирует часовню Святого Августина при Университете Кентукки.
Наибольшая численность прихожан отмечается в регионе Блуграсс, особенно в городе Лексингтон и его окрестностях; наименьшая численность — в Северном Кентукки. У епархии есть несколько приходов в регионе Аппалачия на юго-востоке штата.